# Prvenstvo Hrvatske u dvoranskom hokeju 1994./95.
Prvenstvo Hrvatske u dvoranskom hokeju za sezonu 1994./95. je osvojio Marathon iz Zagreba. 

Prvenstvo je igrano između 24. studenog 1994. i 19. ožujka 1995. godine.

## Ljestvice i rezultati

### I. liga

#### Ljestvica
| mj | klub                       | ut | pob | ner | por | gol+ | gol- | bod    |             |
| -- | -------------------------- | -- | --- | --- | --- | ---- | ---- | ------ | ----------- |
| 1. | Marathon (Zagreb)          | 14 | 12  | 1   | 1   | 131  | 50   | 25     | doigravanje |
| 2. | Zelina (Sveti Ivan Zelina) | 14 | 12  | 1   | 1   | 103  | 58   | 25     | doigravanje |
| 3. | Mladost (Zagreb)           | 14 | 8   | 3   | 3   | 78   | 66   | 19     | doigravanje |
| 4. | Jedinstvo (Zagreb)         | 14 | 5   | 4   | 5   | 77   | 70   | 14     | doigravanje |
| 5. | Centar (Zagreb)            | 14 | 5   | 2   | 7   | 57   | 78   | 12     |             |
| 6. | Concordia (Zagreb)         | 14 | 2   | 4   | 8   | 70   | 104  | 8      |             |
| 7. | Akademičar (Zagreb)        | 14 | 0   | 4   | 10  | 42   | 85   | 4      |             |
| 8. | Voće Dona (Zagreb)         | 14 | 1   | 3   | 10  | 49   | 96   | 3 (-2) |             |

#### Doigravanje za prvaka
| klub1                      | klub2         | rezultati     |
| poluzavršnica              | poluzavršnica | poluzavršnica |
| -------------------------- | ------------- | ------------- |
| Jedinstvo                  | Marathon      | 2:5*, 4:9     |
| Mladost                    | Zelina        | 4:2*, 3:3     |
|                            |               |               |
| završnica                  |               |               |
| Mladost                    | Marathon      | 3:4*, 3:3     |
|                            |               |               |
| * domaća utakmica za klub1 |               |               |

### II. liga
| mj | klub                          | ut | pob | ner | por | gol+ | gol- | bod |
| -- | ----------------------------- | -- | --- | --- | --- | ---- | ---- | --- |
| 1. | Zelina II (Sveti Ivan Zelina) | 8  | 6   | 1   | 1   | 55   | 21   | 13  |
| 2. | Trešnjevka (Zagreb)           | 8  | 4   | 2   | 2   | 37   | 25   | 10  |
| 3. | Zagreb (Zagreb)               | 8  | 4   | 2   | 2   | 31   | 42   | 10  |
| 4. | HAHK (Zagreb)                 | 8  |     |     |     |      |      |     |
| 5. | Sloga (Zagreb)                | 8  | 0   | 0   | 8   | 13   | 64   | 0   |